# Zurab Dzneladze
Pas d'image ? Cliquez ici

a Compétitions nationales et continentales officielles uniquement.

b Matchs officiels uniquement.
Dernière mise à jour le 6 décembre 2020.
Zurab Dzneladze (en géorgien : მირიან მოდებაძე), né le 23 janvier 1992, est un joueur géorgien de rugby à XV qui évolue au poste d'ailier et de centre. 

## Biographie
Membre du RC Aia, il participe au championnat d'Europe de rugby à XV des moins de 18 ans 2010. Dans la foulée, il participe au championnat d'Europe de rugby à XV des moins de 20 ans, et est titulaire lors de la finale remportée par la Géorgie. Il est par la suite intégré à l'effectif qui participe au trophée mondial de rugby à XV des moins de 20 ans en 2011 et 2012, après avoir remporté un autre sacre européen. 
Intégré à l'équipe de Géorgie de rugby à sept, il participe notamment à la Coupe du monde de rugby à sept 2013. Juste avant, il avait débuté avec l'équipe de Géorgie de rugby à XV lors d'un match de Tbilissi Cup face au XV du Président d'Afrique du Sud. 
En 2014 il quitte l'Aia Koutaïssi pour rejoindre le RC Locomotive Tbilissi. Sa première saison se passera bien, avec une qualification en finale du championnat de Géorgie. Titulaire au centre, il devra néanmoins s'incliner face aux Lelo Saracens Tbilissi. L'année suivante il s'incline encore face aux Lelo Saracens, cette fois-ci en demi finale. À la suite de ces deux échecs, il retourne finalement au sein de l'Aia Koutaïssi. Il atteint la finale du championnat en 2018 face à son ancien club du Locomotive, mais s'incline de nouveau. 
Étant un des joueurs les plus prolifiques du dernier championnat avec 17 essais inscrits la saison suivante, il décide de nouveau de changer clubs et retourne au Locomotive pour la saison 2018-2019. Il retrouve la sélection nationale lors des tests internationaux de Novembre 2018, étant d'entrée titularisé face à l'Italie. Il a convaincu son sélectionneur Milton Haig, qui loue ses qualités techniques et aériennes, ainsi que sa polyvalence. Il réussit en effet à s'inscrire dans le groupe géorgien, et est convoqué pour la Coupe du monde de rugby à XV 2019 au Japon, où il jouera un match.

## Carrière

### En club
- 2010-2014 : RC Aia
- 2014-2016 : RC Locomotive
- 2016-2018 : RC Aia
- Depuis 2018 : RC Locomotive

## Palmarès
- Championnat d'Europe de rugby à XV des moins de 20 ans 2010
- Championnat d'Europe de rugby à XV des moins de 20 ans 2011
- REC 2019
- REC 2020

## Statistiques

### En sélection
| Année | Compétition                       | Matchs | Points | Essais | Transf. | Drops | Pénal. |
| ----- | --------------------------------- | ------ | ------ | ------ | ------- | ----- | ------ |
| 2013  | Tbilissi Cup                      | 1      | -      | -      | -       | -     | -      |
| 2018  | Test                              | 3      | -      | -      | -       | -     | -      |
| 2013  | REC 2019                          | 3      | 5      | 1      | -       | -     | -      |
| 2013  | Test                              | 2      | -      | -      | -       | -     | -      |
| 2013  | Coupe du monde de rugby à XV 2019 | 1      | -      | -      | -       | -     | -      |
| 2020  | REC 2020                          | 1      | 10     | 2      | -       | -     | -      |
| Total | Total                             | 11     | 15     | 3      | -       | -     | -      |

| Essai | Adversaire | Lieu                    | Compétition | Date            | Résultat | Score |
| ----- | ---------- | ----------------------- | ----------- | --------------- | -------- | ----- |
| 1     | Belgique   | Petit Heysel, Bruxelles | REC 2019    | 2 mars 2019     | Victoire | 6-46  |
| 2     | Belgique   | Aia Arena, Koutaïssi    | REC 2020    | 22 février 2020 | Victoire | 78-6  |